# Pierre Combet-Descombes
Pour les articles homonymes, voir Combet et Descombes.
Pierre Combet-Descombes, né le 24 mars 1885 à Lyon, et mort dans cette même ville le 4 décembre 1966 , est un peintre français. Il a imprimé une forte influence au sein de la vie artistique et culturelle lyonnaise.

## Biographie
Il est le fils de Pierre Métayer-Descombes, professeur à Albertville, qui est déjà marié, ne reconnaîtra son fils qu'en 1900. Sa mère, Rose Alcide Combet est couturière, elle accouche à l'Hospice de la Charité de Lyon le 24 mars ; elle donne à son fils le prénom de Joseph et le reconnaît comme enfant naturel, à la mairie du 1er arrondissement, le 6 mai. Son père meurt en 1912, et au début de sa carrière artistique il décide de s'appeler Pierre Combet-Descombes.
Étudiant à l'École des beaux-arts de Lyon de 1902 à 1905, il est élève d'Alexandre François Bonnardel et d'Auguste Morisot. Il n'apprécie guère la formation qu'il reçoit : « après avoir perdu mon temps à l'École des Beaux-arts de Lyon, j'entre chez un architecte... » écrit-il. Il se lie d'amitié avec Venance Curnier, Jacques Laplace, Pierre Renaud et peint des paysages de la campagne lyonnaise. 
Il découvre le théâtre et devient comédien amateur. Il commence à présenter ses œuvres de peintre dans les salons lyonnais (salon de la société lyonnaise des Beaux-Arts) et parisiens (Salon d'Automne) en 1908. Un peu avant la Première Guerre mondiale, il fréquente le théâtre de la Gaieté du Père Coquillat à La Croix-Rousse.
Bien que réformé, il participe au conflit dans les rangs des infirmiers volontaires chez les sœurs Auxiliatrices et, en 1916, il part à Salonique dans les services sanitaires de l'Armée d'Orient. Il rapporte de nombreux croquis et dessins de ce séjour.
Dans les années 1917-1920, il exécute des gravures pour les éditions d'art de La Sirène et enseigne le dessin à l'Université des heures, dont la fondatrice est Mme Grignon-Faintrenie. C'est à cette époque qu'il réalise des décors de théâtre et des programmes illustrés. Il se fait une spécialité du monotype.
Il rencontre Henriette Morel qui est peintre et il se lie avec elle. Il ne se mariera jamais, mais ils restent amis jusqu'à la mort d'Henriette, en 1955.
Parmi ses proches et amis, il fréquente les photographes Théodore Blanc, Antoine Demilly, Maurice Audin, imprimeurs et galeriste.
Il expose au Salon d'automne de 1920 dans une salle consacrée au groupe des Ziniars,. De 1921 à 1956, il collabore à la troupe de la Compagnie des spectacles d'art libre de Suzette Guillaud. « Sans sa collaboration je n'aurais jamais pu monter la centaine d'ouvrages qui constituent notre apport commun au théâtre lyonnais » déclare-t-elle après la mort du peintre. Il réalise ainsi de nombreux décors.
Il participe à la création du Salon du Sud-Est, avec Joseph Jolinon, Marius Mermillon, Victor Jean Desmeures et son président cofondateur Charles Sénard. Pierre Combet-Descombes lui succède de 1933 à 1955.
Il donne des cours de dessin, parmi ses élèves se trouve Roger Forissier.
En 1925, Pierre Combet-Descombes réalise la décoration d'un stand pour l'Exposition des Arts décoratifs de 1925 à Paris, et coréalise la décoration du pavillon lyonnais de l'Exposition universelle de 1937 à Paris.
La Seconde Guerre et la mort de sa mère en 1944 (à laquelle il est toujours resté très attaché), l'éprouvent. Il acquiert une reconnaissance. En 1945, il rejoint la commission consultative des musées, il est nommé chevalier de la Légion d'honneur. En 1952, il devient membre de l'Académie des sciences, belles-lettres et arts de Lyon.
Son atelier du no 22 rue Thomassin à Lyon est ravagé par les flammes le 9 décembre 1955, détruisant une centaine de toiles et plusieurs centaines de dessins. En 1956, la disparition de sa compagne et modèle, Henriette Morel (1884-1956), le bouleverse profondément. Pierre Combet-Descombes s'installe alors dans l'atelier de la défunte. 
En 1957, il participe à l'exposition Un siècle de peinture lyonnaise au musée d'art moderne de la ville de Paris, organisée par le groupe Paris-Lyon. En juin 1960, il prend part à l'exposition Les Lyonnais regardent Lyon à la galerie Saint-Georges à Lyon.
Il meurt dans l'incendie de son domicile lyonnais au no 10 rue Ruplinger le 4 décembre 1966. Il est inhumé au cimetière de Caluire-et-Cuire. Puisqu'il ne laisse ni postérité, ni héritiers, les Domaines demandent au musée des beaux-arts et à la municipalité de la ville de Lyon de prendre en charge les objets, documents et œuvres récupérables. La dispersion de son atelier a lieu par enchères publiques le 19 décembre 1967, en même temps que celui d'Henriette Morel.

## Distinctions
- Chevalier de la Légion d'honneur (1945)

## Archives
- Bibliothèque municipale de Lyon, Fonds Combet-Descombes[10]

## Collections publiques

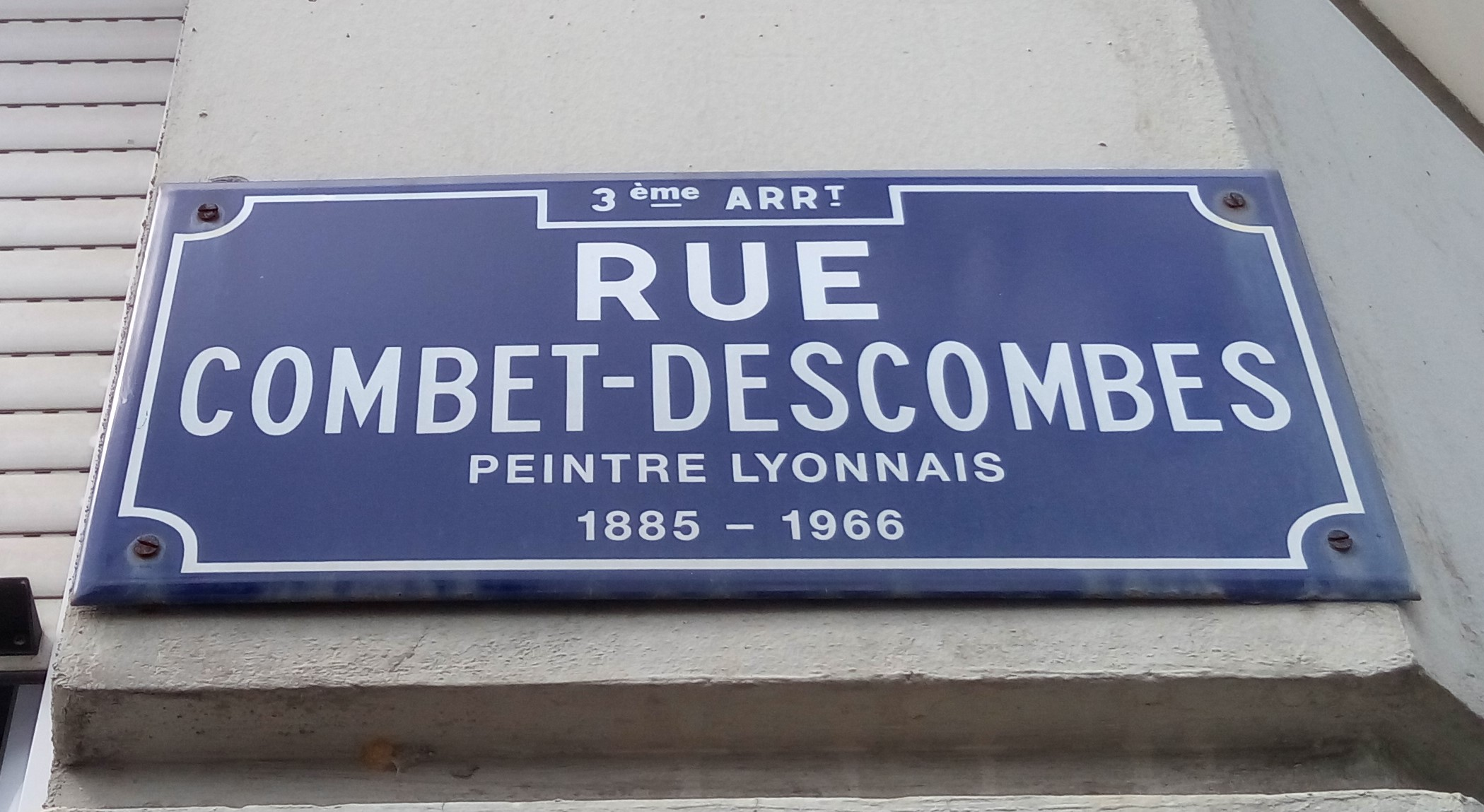
Plaque de la rue Combet-Descombes, dans le 3e arrondissement de Lyon.

- Lyon, bibliothèque municipale : huit tableaux acquis de 1910 à 1965, dont Paysage, huile sur carton
- Lyon, Conseil général du Rhône : Pont de la Guillotière, 1932, détrempe[11]
- Lyon, Fondation Renaud
- Lyon, mairie du 7e arrondissement : décoration murale de la salle des mariages
- Lyon, musée des beaux-arts : une vingtaine d'œuvres, dont Femmes nues dans la végétation, huile sur toile
- Villefranche-sur-Saône, musée Paul-Dini : Les Hauts-fourneaux de Chasse, 1911
- Localisation inconnue : quatre œuvres acquises par l'État à partir de 1921

## Salons
- 1902 : Salon des beaux-arts de Lyon
- 1907 à 1924 : Salon d'automne de Lyon
- 1920 : Salon de Strasbourg
- 1925 à 1966 : Salon du Sud-Est
- 1968 : Salon du Sud-Est, hommage posthume avec trente toiles, dont Nu renversé et Femme après l'extase

## Illustrations
- Baudelaire
- Edgar Poe
- Edmond Falgairolle

## Publications
Pierre Combet-Descombes est le chroniqueur culturel de nombreux articles dans diverses revues comme Les Lectures, L'Effort Libre, Notre Carnet ou Résonances. 

## Expositions
- Lyon, galerie Bellecour
- Lyon, galerie Mercier Chaleyssin
- Lyon, galerie Pouille-Lecoultre
- Lyon, galerie des Deux-Collines
- Lyon, galerie Malaval
- Lyon, galerie des Archers
- Lyon, galerie Maire-Pourceaux, 30 quai des Brotteaux, Lyon (1917) : peintures et monotypes
- Lyon, galerie Marius Audin (1920)
- Lyon, galerie Saint-Pierre ou galerie des beaux-arts (groupe Ziniars 1920), 10 rue de l'Hôtel-de-Ville
- Lyon, galerie l'Artistique, 1921
- Paris, Arts Déco Modernes, 1925
- Lyon, bibliothèque municipale
- Grenoble, galerie Saint-Louis, 1925
- Lyon, Palais des expositions Saint-Paul (1934 à 1936)
- Lyon, 1934, exposition rétrospective dans les ateliers de menuiserie de Francisque Chaleyssin et Mercier, présentant les créations de l'artiste de 1913 à 1933
- Paris, Exposition universelle de 1937
- Lyon, galerie Folklore, 1939
- Musée d'art moderne de la ville de Paris : Un siècle de peinture lyonnaise
- Lyon, galerie Saint-Georges, 1960, Les Lyonnais regardent Lyon
- Lyon, galerie des Jacobins, 1961, dont il réalise l'affiche
- La Maison de Lyon organise une rétrospective de son œuvre en 1975
- Le Service culturel de Vénissieux organise une exposition en son honneur en 1981
- Musée des beaux-arts de Lyon, exposition de son œuvre du 20 juin au 15 septembre 1985
- Le musée Paul-Dini de Villefranche-sur-Saône lui rend hommage dans une exposition Pierre Combet-Descombes (1885-1966), la réalité sublimée, 2005

## Élèves
- Roger Forissier

## Iconographie
- Antoine Demilly (1892-1964), Portrait de Pierre Combet-Descombes, photographie, tirage argentique, 38× 26 cm, Villefranche-sur-Saône, musée Paul-Dini